# Osova
Osova je naseljeno mjesto u sastavu općine Žepče, FBiH, BiH. Do 2001. godine naselje se nalazilo u sastavu općine Zavidovići.

## Stanovništvo
Nacionalni sastav stanovništva 1991. godine, bio je sljedeći:
ukupno: 561
- Hrvati - 559
- ostali, neopredijeljeni i nepoznato - 2